# 阿蒂亚普人
阿蒂亚普人（Atyap）是一個族群，主要分布在奈及利亞南部卡杜纳州的赞贡卡塔夫、考拉和杰马以及高原州的里约姆。他们使用蒂亞普语，一门中高原语支语言。

## 族群分佈、人口與語言

### 族群分佈

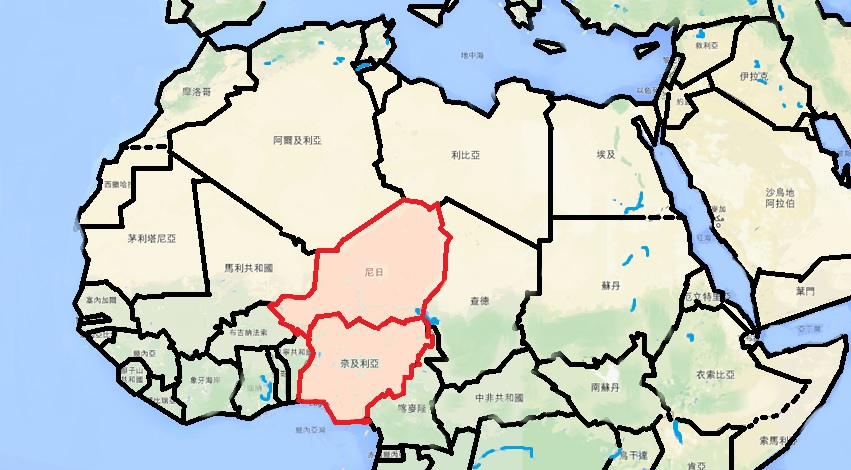
阿蒂亚普人分布位置

阿蒂亚普族是分布在尼日、納薩拉瓦州和卡杜納，以及奈及利亞的阿布加聯邦首都特區的一群族群體。他們被殖民母國英國的民族志學者(C.K.Meek)，根據他們共同的語言和共同特徵，如：搶婚、戴唇飾、有遮檐的屋簷和獵首，因此將其視作一個文化的複合體。

### 人口
在1947年時，為徵收稅金，在扎里亞省(現今的卡杜納州)發現有89,813人，包含贾巴（Jaba）、卡杰（Kaje）、卡塔布（Katab）、卡戈羅（Kagoro）、莫尔瓦（Morwa）、伊库卢（Ikulu）和卡曼坦（Kamantan）。
在1990年代左右把贾巴（Jaba）、卡杰（Kaje）、卡塔布（Katab）、卡戈羅（Kagoro）、伊库卢（Ikulu）、卡戈姆（Kagom）的人口統計融合，資料指出至少有655,400人。

### 語言
他們說蒂亞普語，高原語的一支。
阿蒂亚普人講尼日-剛果語系中的高原副屬語支的語言，然而在這當中，蒂亞普語還有方言，包含艾塔卡特(Atakat),卡哥羅(Kagoro),卡其切(Kachichere),莫爾瓦(Morwa)。
有一段時間， 阿蒂亚普人越來越多人使用那地區的主要語言豪薩語，然而，在1992年的暴力衝突後，有股趨勢回歸使用蒂亞普語。

蒂亞普語的語言系屬分類為：
- 尼日-剛果語系（Niger-Congo）
  - 大西洋-剛果語族（Atlantic-Congo）
    - 沃尔特-刚果语支（Volta-Congo）
      - 贝努埃-刚果语支（Benue-Congo）   
        - 高原語支（Plateau）
          - 中高原語支（Central Plateau）
            - 中南高原語支（South-Central）
              - 蒂亞普語（Tyap）

## 地理環境

### 地形
該地區的地理環境多元，有肥沃的平原、起伏的山丘和高原。壯共肯塔夫區被形容是波浪狀的大草原。

## 歷史沿革
沒有任何書面記錄阿蒂亚普人，但卻有證據可以證明阿蒂亚普人是壯共肯塔夫區(Zangon-Kataf region)早期的開拓者。
豪薩人和阿蒂亚普人兩個族群，至少從1750年代就在那個地區出現，甚至可能更久，兩個族群都宣稱自己是第一個開拓者。當富拉尼聖戰士( Fulani jihadists)試著延伸對於中部奈及利亞的控制，阿蒂亚普的國家主義的意識在19世紀上升。

當英國在1903年占領奈及利亞北部時，他們沿行間接統治的制度。英國給扎里亞(Zaria)的酋長更多的權力，掌管被分配到的阿蒂亚普(Atyap)的村莊。這使怨恨逐漸增加。基督教傳教士和阿蒂亚普人發現了肥沃的土地，再加上，他們拒絕伊斯蘭教信仰。這導致阿蒂亚普人和豪薩人之間氣氛更緊張。阿蒂亚普人也因土地的缺失而感到憤怒，因為他們原先擁有全部查貢卡塔夫(Zangon Kataf)的領地，卻被豪薩人非法佔領。然而，當談及奈及利亞的宗教衝突時，要極為小心，因為並非所有的阿蒂亚普人都信基督教，同樣地，也並非所有豪薩人都是穆斯林。歷史學家時常將重點放在宗教因素，而不是放在如土地等其他因素上。

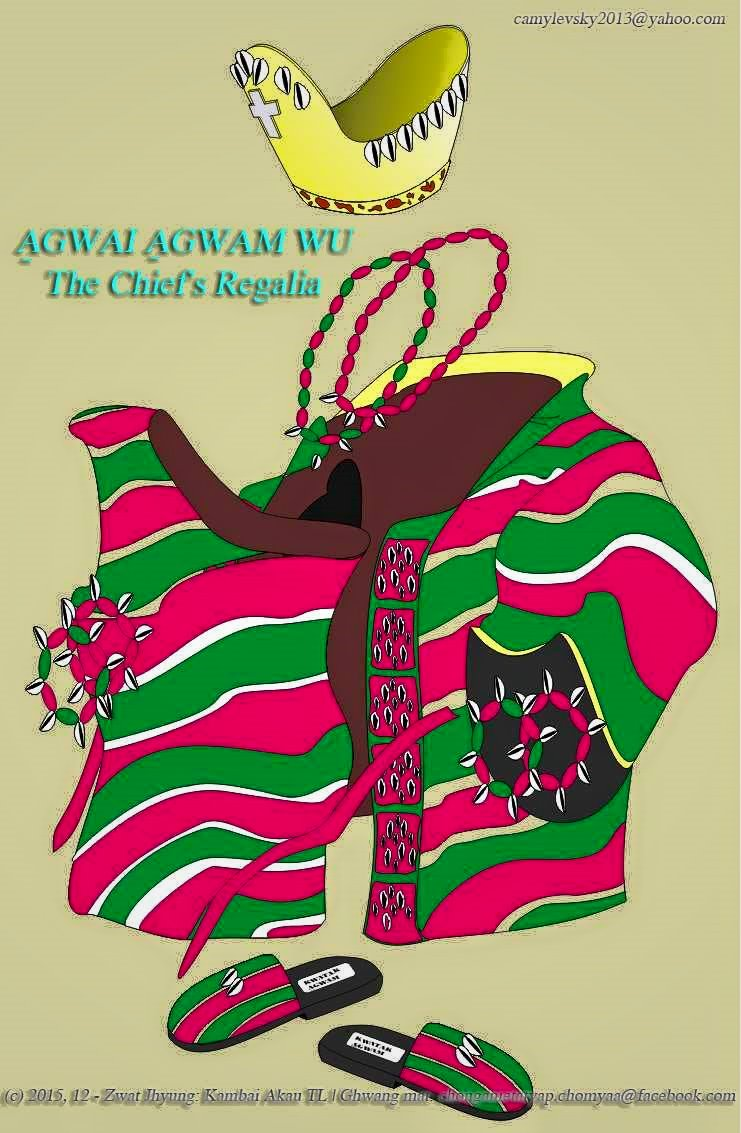
最高酋長的服飾

在1922年酋長沒有付出任何代價，就獲得在首都查歌鎮(Zango town)的土地。1966年酋長將那片土地，當作豪薩(Hausa)社區的市場。
阿蒂亚普人(Atyap)抱怨，豪薩(Hausa)的商人在市場上將他們視作奴隸。緊張局勢持續上升, 1922年2月在遷移市場的提議中，升至最高點，因為原先的佔用地，將轉交給豪薩人(Hausa)。這項提議，是經由一名販賣啤酒和豬肉的商人，因為中立的立場而被豪薩人(Hausa)排斥，由於擔心貿易特權的喪失而提出。在二月的衝突超過60人死亡。 另一起暴動在查歌(Zango)5月15,16爆發,有多達400人生亡，大多的建築也遭到破壞。當消息傳到卡杜納，豪薩(Hausa)的青年殺了許多基督徒以作為報復。結果，雖然有些無家可歸的後來還是回來，但仍有許多豪薩人(Hausa)逃走。

巴班吉塔(Babangida)軍政府設立的法院以共謀謀殺事件為由，判17人死刑，包含河流州(Rivers State)的前軍事總督──一名阿蒂亚普人少將查曼尼·勒可瓦(Zamani Lekwot)。判刑最終減輕成監禁。據說，勒可瓦之所以被逮捕，是因為他和亞伯拉罕(Ibrahim Babangida)長期不和，然而國家元首沒有豪薩人(Hausa)身任。
暴力事件的緊張延續和爆發，遲至2006年才被報導出來。
在1960年獨立後，雅庫布高萬將軍(General Yakubu Gowon)興起改革，讓阿蒂亚普人(Atyap)指定村莊的頭領，但是受任者卻受到酋長的支配，導致有名無實的傀儡政權。阿蒂亚普(Atyap)的酋長地位在1996被創建，隨後建議委員的頭領，由調查出起義原因的航空副元帥姆阿祖(Mu'azu)酋長在2007年被升級至最高階級。在2010年，阿蒂亚普社會發展協會(Atyap Community Development Association)的首領說，因為酋長制的創建，當必要時刻要介入化解誤會時，僅有寥寥的機會。

## 社會、家庭與婚姻

### 社會
圖騰是阿蒂亚普人生活中隨處可見的重要特徵，有學者將這作為解釋宗教源頭與發展的重要概念。圖騰制度根基於原始以生物或事物建立親屬關係形成，一個部落會感到與特定動物有連結，例如，熊、狼，或蛇。植物常常被視為圖騰的物件，石頭、河川偶爾也會被視為圖騰象徵。如此緊密的關係，使圖騰常被認定為氏族的老祖先，因此理當受到尊崇、敬畏和舉行儀式慶典。
圖騰制度有兩個面向：社會和儀式。
社會面向
可以證實氏族的圖騰對於血親的特定看法，和關於婚姻與繼承的規定。在阿蒂亚普的原住民，婚姻採行外婚制，只能與異族結婚。
儀式面向
禁止氏族成員殺害或食用特定的動物或植物，只有在特別的重大節日才有例外。

### 家庭

#### 家庭單位
家戶單位的大小和組成變化，從核心家庭到較大的組合，能包含父母，子女，媳婦和孫子。同樣，也可能包含堂兄弟姊妹和姪子，甚至是姊妹的兒子，即便是來自不同的世系。

#### 繼承
```
採用父系
繼承
，財產由兒子們平均分配，若是沒有兒子，則給父方的親屬──
姪子
、叔伯、
堂兄弟
。如果兒子還
未成年
，財產則交由兄弟或姪子保管，權利也因而轉移。年少的兒童由父方的兄弟或姪子照顧，直到長大成年，便將原本的房子轉交。喪夫的寡婦由兒子或姪子接手繼承，
成年
的兒子可以繼承父親的遺孀。
[
1
]
```

### 婚姻
有三種婚姻類型：訂婚、繼承遺孀，和所謂的「再婚」。
婚約大多發生在相同村落中兩個不同世系間，其中涉及聘禮和新娘勞務女孩常常在年幼時就訂婚。男性可以繼承已故兄弟的遺孀，或者，母方或父方已故祖父的遺孀。一個獨特的再婚形式，發生在於當妻子遺棄她的丈夫與另外的男生生活時。在這情況，第一次的婚姻沒有取消，而實際上妻子可能在某天回到原本丈夫身邊，或去和另一個男人生活。這樣的婚姻在同世系或村落中被禁止。其他再婚的形式，實行在卡果羅(Kagoro)，不發生在同村落或聯盟中。阿蒂亚普實行家族外婚制，和氏族或部落外的結婚。男性求婚者必須付聘金，其中包含農耕的勞務。婚禮包含假的搶婚戲碼。和已婚婦女私奔並不常見，然而，聘金仍是必要的，妻子會將其歸還給丈夫。寡婦與亡夫兄弟的結婚也被實行在阿蒂亚普社會中。

## 產業與生活

### 產業
阿蒂亚普人主要以農業為生。自古以來他們種植高粱、小米(御穀)、豆類、野豆、山藥、木薯、芋頭、番薯、茄子、南瓜、胡椒 、秋葵、芝麻等。他們也栽種果樹，例如芭樂、木瓜、芒果、香蕉、棕櫚、酒椰棕。家禽包含，雞、狗、馬、羊、鴨。小米是主要的食用作物，穀物主要用於釀造啤酒。農場由個別家戶所有和經營。畜牧業也佔一重要部分，大多是牛(被視為婦女的所有物)，還有狩獵、採集、養蜂和捕魚。
四季的活動
生長季從四月下雨時開始，蔬菜被種在家中的菜圃，高粱種在田野地。小米在六月初播種，接著是馬鈴薯、芋頭和香茶菜荸薺(Plectanthrus esculentus)。雨季從六月到九月，此時是山藥和蔬菜收成的時節。在十一月底，會開始將穀類作物收成，並乾燥儲存。而乾季的活動，包含建造房子、整理路面，和打獵。打獵的目標有，羚羊、野兔、猴子、狒狒和豹等。
分工
女人收集木柴生火，取水，煮飯，和釀造啤酒。他們也協助耕作前的除草、播種、脫穀、集結穀粒，和製油。男人負責犁田、收成穀物，和建造、修理家屋、打獵和捕魚，掌管儀式、清潔路面，和製作鐵器。

### 生活
飲食習慣
一天三餐，早餐吃得較為簡便，會吃些昨晚剩下的飯菜。粥和湯是傍晚的餐點，男女會分開吃飯。

## 信仰與習俗

### 信仰
阿蒂亚普人的傳統信仰，名為阿布瓦伊(Abwoi)。此宗教膜拜儀式包含繁複的開始儀式和對祖先的信仰。一年中六個月，女人的穿著和行動被限制。在這之後，將舉行一個慶典，並且鬆綁限制。阿布瓦伊宗教儀式(Abwoi cult)仍普遍在其他部落。
不論生或死，神父充滿巫術力量，被認為是保護者。當出事時，人們會向神父尋求安慰和信心。在神父死後，人會去他的墓邊祈求子嗣。 神父的全家人和男性的親屬和他妻子的親戚，都會到墓旁獻上啤酒、芝麻和雞，之後再回家舉行盛宴。女性透過男性的親屬來祈求祖靈。
圖騰制度
每一個氏族都有自己的象徵和禁忌，例如，阿庫氏族(Aku clan)有一個飛蟻的暱稱，而且不能燒非洲酪脂樹。
阿格巴特氏族(Agbat clan)尊敬鱷魚，因為神話中，曾提及鱷魚幫助逃跑的族人涉過無法穿越的急流。夏克瓦氏族(Shokwa clan)尊敬蜥蜴稱之為tatong，牠曾經出現在一名族人面前，並且保證他多子多孫。
宗教專職人員
每一個世系都有一個牧師，在村落中最大世系的牧師是祭司長，和主持村落中的宗嗣和崇拜。每一個世系也有一個祈雨者，主持儀式，其中包含對造物者(Gwaza)的聖物和禱告。

### 習俗
一般而言，所有的阿蒂亚普人有共同的信仰和習俗，包含對於造物神(Gwaza)，祖靈(obwai)，自然崇拜和巫術。
儀式 

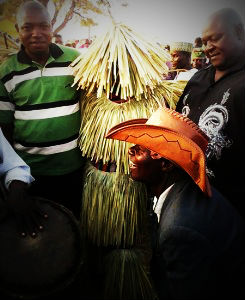
Atyap-Masquerade

一般儀式習俗包含獵首祭儀，和其他歲時節慶，隨著季節性的農耕和捕獵活動。前面提及的三個宗教性儀式，並不是全面的在阿蒂亚普人部落中實行。其中有一個宗教膜拜儀式，只有男人才能參與，根據人類學家所說，主要被男人用來嚇唬和控制女人。儀式中包含面罩的使用和發出大聲音的人，例如，吼板、口哨、鼓和拔浪鼓。男孩在年輕時就會加入儀式被教導，每個部落所規定的年齡不同。

死亡和來世
大多阿蒂亚普人相信來世，靈魂會變成鬼魂或是將投胎轉世的子嗣，鬼魂棲息在可以贖罪和諮詢的神聖叢林。惡人冤家的靈魂和狩獵的動物，必須經過淨化儀式。
無論男性或女性都尊以葬禮儀式，阿蒂亚普人被埋在瓶型的墓中，形狀依部落而不同，墳墓由巨石和圓木或泥土封起，並且蓋上挖出的土壤堆成土丘。
在服喪期間，寡婦會用她的頭髮和塗抹赭石兩個月，在這之後會被剃成光頭並在河中洗淨。葬禮在以幾年後會舉行，有些部落相信轉世，巫師死後不會舉行儀式，會被葬灌木叢裡沒有被封住的墓中。

## 藝術與文學

### 藝術
工藝
有些家庭專精將挖出的礦，藉由熔解，製成不同類型的鐵器，會製成鋤頭、斧頭、箭頭、茅、鐮刀和鐵砧。木工藝製作床、鋤頭、斧頭把手、研缽和杵、湯匙，和樂器，例如：笛子和鼓。女人會編織毯子、長袍、防水披肩和拉菲亞樹纖維做的籃子。石頭會被用來研磨東西，或是當房屋的基底，鍋子除了用來烹調用，還有貯存食物和釀製啤酒的功能。
美術
在過去，阿蒂亚普部落會用特定的圖騰畫在他們的額頭和臉頰上，女性的身體正面也會被彩繪。
音樂
阿蒂亚普人演奏很多種樂器，每當節慶時都會有樂隊表演，其中包含唱歌和跳舞。

### 文學
非洲文學分為口述文學、前殖民文學、殖民文學和後殖民文學。